# Sozzago
Sozzago (Sosach in piemontese, Sussach in lombardo) è un comune italiano di 1 117 abitanti della provincia di Novara in Piemonte.

## Storia

### Simboli
Lo stemma e il gonfalone sono stati concessi con decreto del presidente della Repubblica dell'11 gennaio 1980.
Lo stemma si può blasonare: di verde, alla sbarra d'argento, bordata d'oro, caricata della scritta, in caratteri maiuscoli romani di verde SACIAGUM e accompagnata, in capo, dalla croce patente d'oro e, in punta, da dieci spighe di riso, d'oro, addestrate da una rana al naturale, in banda.
Il gonfalone è un drappo partito di bianco e di giallo.

## Monumenti e luoghi d'interesse
- Chiesa parrocchiale di San Silvano (in origine San Silano), testimoniata a partire dal 1165, si trova poco lontano dalla piazza del paese; presenta una facciata neoromanica dovuta ad una "libera interpretazione" degli anni sessanta. All'interno si conservano interessanti stucchi e affreschi di epoca tardo settecentesca. Da sempre legata alla diocesi di Novara, la parrocchia nel 1829 fu ceduta alla diocesi di Vigevano in cambio di Gravellona Lomellina, che garantiva al vescovo novarese un beneficio più ricco;[6] per questo fino al 2016 Sozzago è stata l'unica parrocchia della provincia di Novara a far parte della diocesi di Vigevano. Con decreto della Congregazione per i vescovi del 26 giugno 2016, Sozzago è stata restituita alla diocesi di Novara, che in cambio ha dato a Vigevano Gravellona Lomellina, ripristinando la situazione anteriore al 1829.[7]

## Società

### Evoluzione demografica
Abitanti censiti

## Amministrazione
Di seguito è presentata una tabella relativa alle amministrazioni che si sono succedute in questo comune.
| Periodo         | Periodo        | Primo cittadino             | Partito                                | Carica  | Note  |
| --------------- | -------------- | --------------------------- | -------------------------------------- | ------- | ----- |
| 28 ottobre 1986 | 20 maggio 1990 | Giuseppe De Console Baldino | -                                      | Sindaco | [ 9 ] |
| 20 maggio 1990  | 24 aprile 1995 | Franco Fossati              | Federazione dei Verdi                  | Sindaco | [ 9 ] |
| 24 aprile 1995  | 14 giugno 1999 | Franco Fossati              | -                                      | Sindaco | [ 9 ] |
| 14 giugno 1999  | 14 giugno 2004 | Marina Favino               | centro-sinistra                        | Sindaco | [ 9 ] |
| 14 giugno 2004  | 8 giugno 2009  | Franco Fossati              | lista civica                           | Sindaco | [ 9 ] |
| 8 giugno 2009   | 26 maggio 2014 | Franco Fossati              | lista civica                           | Sindaco | [ 9 ] |
| 26 maggio 2014  | 26 maggio 2019 | Carla Zucco                 | lista civica A servizio della comunità | Sindaco | [ 9 ] |
| 26 maggio 2019  | 10 giugno 2024 | Carla Zucco                 | lista civica A servizio della comunità | Sindaco | [ 9 ] |
| 10 giugno 2024  | in carica      | Agostino Antonini           | lista civica Noi per Sozzago           | Sindaco | [ 9 ] |